# Västra Skrukeby kyrka
Västra Skrukeby kyrka var en kyrkobyggnad i Västra Skrukeby socken i Östergötland. Den tillhörde Linköpings stift.

## Historik
I Västra Skrukeby uppfördes under medeltiden en romansk kyrka av gråsten med hörn och omfattningar i kalksten. Den bestod av långhus och smalare kor med små rundbågiga fönstergluggar; koret avslutades med en halvrund absid och hade egen ingång på södra sidan. Norr om koret byggdes en sakristia i sten. Vid okänd tidpunkt slogs låga valv, vilka sedan försetts med kyrkomålningar.
När Elias Brenner 1669 ritade av kyrkan fanns det ett timrat vapenhus på långhusets södra sida och en klockstapel i nordväst; däremot ännu inget torn.    
När Carl Fredric Broocman kom dit vid mitten av 1700-talet hade kyrkan fått torn. Han skriver: Till skildnad från Skrukeby Kyrka i Åkerbo Härad, som från thenna ligger i Öster, kallas thenna Wästra Skrukeby. Hon står på Krono grund, en half mil ifrån Skeninge, och en fjerdedels mil ifrån Moder-Kyrkon: och är byggd af Gråsten med låga hwalf, som ännu äro beprydde med the Påwiskas målade bilder. Altartaflan är ganska liten med Christi korßfästelse utzirad; å ena sidon står Petri bild med nyckelen, och å andra Pauli med swärdet. Prädikstolen af Snickare-Arbete är gjord och upsatt år 1752. Förr har warit mycket skumt i Kyrkon; men sedan Fenstren år 1756 blifwit uthuggne och större gjorde, är här ljust nog. Af de Påwiskas öfwerlefwor är här ock ett Rökelsekar. På Kyrkon är ett Trä-torn med spånad spets uprest, hwaruti Klockorna hänga. Then mindre är guten år 1737; och then större har följande påskrift:
|  | Mitt första födslo-år war borttglömt när jag spräcktes, |
|  | Strax som en Phoenix nu jag ur min aska kläcktes        |
|  | Ha Skrukby-Boar tack, som skänkt mig nyer skrud,        |
|  | Nu kallar jag Er hit att dyrka HErran Gud.              |
|  | Hör ordet med grann acht, låt thet Ert hjerta röra,     |
|  | Thet är en HErrans kraft, som Er kan salig gjöra.       |
|  | Låt lefnad, hjerta, mun förkunna HErrans låf,           |
|  | Så få I ewig frögd i Himlens höga håf.                  |
År 1758 slog åskan ned i tornet, varefter detta byggdes om. 
Redan år 1788 diskuterades en sammanslagning av Västra Skrukeby, Högby och Hogstads församlingar med avsikten att bygga en gemensam kyrka. Senare, år 1806, tog biskop Jacob Axelsson Lindblom upp tanken; då talade man i första hand om ett samgående mellan Västra Skrukeby och Högby församlingar. I sockenstämmorna var det dock stort motstånd mot sammanslagningar. 
År 1860 ritade arkitekt Albert Törnqvist (1819-1898) ett förslag till ny kyrka och 1870 enades man om att bygga en gemensam kyrka för Västra Skrukeby och Högby socknar. Den uppfördes av bröderna August & Johan Robert Nyström, Hållingstorp, varvid man tog till vara en del av inventarierna från Västra Skrukeby kyrka, bland annat altaruppsatsen av Bengt Wedulin. Nya Högby kyrka invigdes den 1 september 1872.
I Västra Skrukeby beslutade man att rita av kyrkan och sedan auktionera ut den. Då konstnären Karl Konrad Simonsson gjort två teckningar av exteriören, ångrade sockenstämman sitt tidigare auktioneringsbeslut och bestämde att kyrkan skulle rivas, vilket ägde rum sommaren 1876.

## Inventarier
- Altaruppsats visande korsfästelsen med Jungfru Maria, Johannes, Simon Petrus och Paulus. Där ovanför en bild av den uppståndne Frälsaren, tillverkad av Bengt Wedulin, Hjo.
- Madonnabild av ek, franskt eller engelskt arbete från 1200-talets tredje fjärdedel.
- Dopfunt i röd kalksten, troligen tillverkad i Michael Hackes verkstad i Skeninge 1660.
- Läktarbarriär i form av fem fyllningar med avbildningar av Salvator Mundi och de fyra evangelisterna, utförda 1769 av mäster Håkan Rosengren.
- Storklockan, omgjuten 1750 av Magnus Hultman, Norrköping.
- Lillklockan, omgjuten 1737.
- Dopskål i mässing.
- Måttstock i mässing med fottal.
- En nummertavla med mässingssiffror.
- Rökelsekar i malm. Det är borttaget.
- En liten klocka av malm i koret.
- Predikstolen tillverkades 1751 av Trunkner eller Tränkner.

### Ljusredskap
- Ljuskrona från 1770.
- Ljusstake i mässing med fem pipor. Den stod på predikstolen.
- Ljusplåt i mässing. Den stod i södra fönstret.
- En ljusstake i mässing med tre pipor. Den stod på altaret.
- En större ljuskrona i malm.
- Två ljusstakar i malm. De stod på altaret.

### Altarkläder och prästkläder
- Antependium i rött sidentyg.
- Altarduk.
- En hov i grön sammet.
- En hov i grå med upphöjd söm.
- En mässkjorta inköpt 1748.
- En mässkjorta från okänt år.
- Mässhake av rött damast.
- Mässhake av grått tyg.
- Altarkläde av rött kattun.
- Två stycken gamla kalkkläden.
- Ett nytt kalkkläde.
- Rock till kyrkoväktaren i blått. Med rött foder och krage.
- Prästkappa.
- Bårkläde med fransar inköpt 1754.

### Nattvardsservis
- Vinkanna i silver av Hobert Scharén, Vadstena, inköpt 16 februari 1783.
- Oblatask i oförgyllt silver.
- Sockenbudskalk med pate i silver.
- En oblatask i trä.
- En förgylld kalk med pate.
- Vinstop i tenn. Det har sålts bort.
- Vinflaska av glas.

### Böcker
- Karl XII:s bibel. Boken låg på predikstolen.
- Kyrkolagen
- Svenska psalmboken
- 1751 köpte man in en ny psalmbok till klockaren.
- Luther Pointillia i två band.
- Den svenska kyrkohandboken